# Ssangmun (Metro de Seúl)
Ssangmun es una estación de la Línea 4 del Metro de Seúl.

## Salidas
- Salida 1 : Changbuk Middle School, Changdong High School
- Salida 2 : Hanshin Imaejin APT, Taeyeong APT
- Salida 3 : Ssangmun Hanyang APT, Hanil Hospital
- Salida 4 : Sindobong Middle School

- Datos: Q490530
- Multimedia: Ssangmun Station / Q490530